# Hipgnosis
Hipgnosis és el nom d'un col·lectiu de grafisme anglès, format el 1968. Han fet creacions artístiques en fotografia, disseny… Van adquirir notorietat gràcies a la creació de caràtules de discos per a grups de rock progressiu durant la dècada de 1970 com Pink Floyd, Genesis, Alan Parsons i Led Zeppelin.
Hipgnosis estava format originalment per Storm Thorgerson, Aubrey Powell i Peter Christopherson. El grup es va separar el 1983, tot i que Thorgerson va continuar treballant per a Pink Floyd en els seus àlbums posteriors, fins a la seva mort el 18 d'abril de 2013.
La caràtula de A Saucerful of Secrets fou la primera creació d'Hipgnosis.

## Estil
L'enfocament de disseny de les caràtules per als albúmens que feian Hipgnosis, va ser orientada principalment en la fotografia, i van ser pioners en l'ús de diverses tècniques plàstiques i envasos innovadors. En particular, Thorgerson i Powell van realitzar fotografies manipulades (que utilitzaven trucs de la cambra fosca, múltiples exposicions, retocs amb aerògraf, i tècniques mecàniques de tallar i enganxar) van ser uns precursors en pel·lícula, basat en el que més tard, ha estat conegut com a Photoshop. Hipgnosis utilitzava principalment la càmera de format mitjà Hasselblad com a mitjà per al seu treball, el format de pel·lícula quadrat s'adaptava especialment a les imatges de la coberta de l'àlbum. Un fet notable és que Hipgnosis no tenia una tarifa fixa per al disseny de la portada de l'àlbum, sinó que demanava als artistes: «pagar el que ells pensaven que valia el seu treball».

## Caràtules d'àlbums
| Any  | Artista                            | Àlbum                                                                       |
| ---- | ---------------------------------- | --------------------------------------------------------------------------- |
| 1968 | Pink Floyd                         | A Saucerful of Secrets                                                      |
| 1968 | The Gods                           | Genesis                                                                     |
| 1969 | Pink Floyd                         | More                                                                        |
| 1969 | The Gods                           | To Samuel a Son                                                             |
| 1969 | Pink Floyd                         | Ummagumma                                                                   |
| 1970 | The Greatest Show On Earth         | Horizons                                                                    |
| 1970 | Pink Floyd                         | Atom Heart Mother                                                           |
| 1970 | Quatermass                         | Quatermass                                                                  |
| 1970 | The Pretty Things                  | Parachute                                                                   |
| 1970 | The Greatest Show On Earth         | The Going's Easy                                                            |
| 1970 | Syd Barrett                        | The Madcap Laughs                                                           |
| 1970 | The Nice                           | Five Bridges                                                                |
| 1970 | Toe Fat                            | Toe Fat                                                                     |
| 1970 | Cochise                            | Cochise                                                                     |
| 1970 | Disc promocional d'Harvest Records | Picnic - A Breath of Fresh Air                                              |
| 1971 | T. Rex                             | Electric Warrior                                                            |
| 1971 | Toe Fat                            | Toe Fat 2                                                                   |
| 1971 | Marvin, Welch & Farrar             | Marvin, Welch & Farrar                                                      |
| 1971 | The Nice                           | Elegy                                                                       |
| 1971 | Pink Floyd                         | Meddle                                                                      |
| 1971 | Electric Light Orchestra           | The Electric Light Orchestra                                                |
| 1971 | Audience                           | House on the Hill                                                           |
| 1971 | Edgar Broughton Band               | Edgar Broughton Band                                                        |
| 1971 | Wishbone Ash                       | Pilgrimage                                                                  |
| 1971 | Climax Blues Band                  | Tightly Knit                                                                |
| 1971 | Tear Gas                           | Tear Gas                                                                    |
| 1971 | Stackridge                         | Stackridge                                                                  |
| 1972 | Flash                              | álbum                                                                       |
| 1972 | Wishbone Ash                       | Argus                                                                       |
| 1972 | The Nice                           | Autumn '67 - Spring '68                                                     |
| 1972 | Renaissance                        | Prologue                                                                    |
| 1972 | Edgar Broughton Band               | Inside Out                                                                  |
| 1972 | Audience                           | Lunch                                                                       |
| 1972 | The Pretty Things                  | Freeway Madness                                                             |
| 1972 | Pink Floyd                         | Obscured by Clouds                                                          |
| 1972 | Blue Mink                          | A Time of Change                                                            |
| 1972 | Roger Cook                         | Meanwhile...Back at the World                                               |
| 1973 | Electric Light Orchestra           | ELO 2                                                                       |
| 1973 | Pink Floyd                         | The Dark Side of the Moon                                                   |
| 1973 | Roger Cook                         | Minstrel in Flight                                                          |
| 1973 | Electric Light Orchestra           | On the Third Day                                                            |
| 1973 | Edgar Broughton Band               | Oora                                                                        |
| 1973 | Al Stewart                         | Past, Present and Future                                                    |
| 1973 | Led Zeppelin                       | Houses of the Holy                                                          |
| 1973 | Audience                           | You Can't Beat 'em                                                          |
| 1973 | Roy Harper                         | Lifemask                                                                    |
| 1973 | Renaissance                        | Ashes Are Burning                                                           |
| 1973 | Wishbone Ash                       | Wishbone Four                                                               |
| 1973 | Wishbone Ash                       | Live Dates                                                                  |
| 1973 | Flash                              | Out of Our Hands                                                            |
| 1973 | Diversos artistes                  | Music From Free Creek                                                       |
| 1973 | Humble Pie                         | Thunderbox                                                                  |
| 1973 | Emerson, Lake and Palmer           | Trilogy                                                                     |
| 1974 | Sharks                             | Jab It in Yore Eye                                                          |
| 1974 | Uno                                | Uno                                                                         |
| 1974 | Wishbone Ash                       | There's the Rub                                                             |
| 1974 | Renaissance                        | Turn of the Cards                                                           |
| 1974 | Roy Harper                         | Valentine                                                                   |
| 1974 | Roy Harper                         | Flashes from the Archives of Oblivion                                       |
| 1974 | Bad Company                        | Bad Company                                                                 |
| 1974 | Genesis                            | The Lamb Lies Down on Broadway                                              |
| 1974 | Blue Mink                          | Fruity                                                                      |
| 1974 | Syd Barrett                        | Syd Barrett                                                                 |
| 1974 | 10cc                               | Sheet Music                                                                 |
| 1974 | Pink Floyd                         | A Nice Pair                                                                 |
| 1974 | The Pretty Things                  | Silk Torpedo                                                                |
| 1974 | UFO                                | Phenomenon                                                                  |
| 1975 | UFO                                | Force It                                                                    |
| 1975 | The Pretty Things                  | Savage Eye                                                                  |
| 1975 | Pink Floyd                         | Wish You Were Here                                                          |
| 1975 | Bad Company                        | Straight Shooter                                                            |
| 1975 | Renaissance                        | Scheherazade and Other Stories                                              |
| 1975 | Roy Harper                         | HQ                                                                          |
| 1975 | Edgar Broughton Band               | A Bunch of 45s                                                              |
| 1975 | The Greatest Show on Earth         | The Greatest Show on Earth                                                  |
| 1975 | 10cc                               | The Original Soundtrack                                                     |
| 1975 | The Pretty Things                  | S.F. Sorrow / Parachute (doble reedició, solament en versió del Regne Unit) |
| 1975 | Al Stewart                         | Modern Times                                                                |
| 1975 | Wings                              | Venus and Mars                                                              |
| 1975 | Alberto y Lost Trios Paranoias     | Alberto y Lost Trios Paranoias                                              |
| 1975 | Caravan                            | Cunning Stunts                                                              |
| 1975 | Sassafras                          | Wheelin 'n' Dealin                                                          |
| 1975 | Bob Sargeant                       | First Starring Role                                                         |
| 1975 | Strife                             | Rush                                                                        |
| 1975 | The Winkies                        | The Winkies                                                                 |
| 1976 | AC/DC                              | Dirty Deeds Done Dirt Cheap                                                 |
| 1976 | Montrose                           | Jump on It                                                                  |
| 1976 | Kevin Coyne                        | Heartburn                                                                   |
| 1976 | Wings                              | Wings at the Speed of Sound                                                 |
| 1976 | Al Stewart                         | Year of the Cat                                                             |
| 1976 | The Alan Parsons Project           | Tales of Mystery and Imagination                                            |
| 1976 | Black Sabbath                      | Technical Ecstasy                                                           |
| 1976 | Genesis                            | A Trick of the Tail                                                         |
| 1976 | 10cc                               | How Dare You!                                                               |
| 1976 | Led Zeppelin                       | The Song Remains the Same                                                   |
| 1976 | Led Zeppelin                       | Presence                                                                    |
| 1976 | Brand X                            | Unorthodox Behaviour                                                        |
| 1976 | Wings                              | Wings over America                                                          |
| 1976 | UFO                                | No Heavy Petting                                                            |
| 1976 | Wishbone Ash                       | New England                                                                 |
| 1977 | Wishbone Ash                       | Front Page News                                                             |
| 1977 | UFO                                | Lights Out                                                                  |
| 1977 | Genesis                            | Wind & Wuthering                                                            |
| 1977 | The Alan Parsons Project           | I, Robot                                                                    |
| 1977 | 10cc                               | Deceptive Bends                                                             |
| 1977 | Roy Harper                         | Bullinamingvase                                                             |
| 1977 | Brand X                            | Moroccan Roll                                                               |
| 1977 | Sammy Hagar                        | Sammy Hagar                                                                 |
| 1977 | Al Stewart                         | The Early Years                                                             |
| 1977 | Sammy Hagar                        | Musical Chairs                                                              |
| 1977 | Bad Company                        | Burnin' Sky                                                                 |
| 1977 | Pink Floyd                         | Animals                                                                     |
| 1977 | Electric Light Orchestra           | The Light Shines On                                                         |
| 1977 | Peter Gabriel                      | Peter Gabriel (també conegut com Car)                                       |
| 1977 | Yes                                | Going for the One                                                           |
| 1977 | Steve Harley & Cockney Rebel       | Face to Face: A Live Recording                                              |
| 1977 | Hawkwind                           | Quark, Strangeness and Charm                                                |
| 1977 | Status Quo                         | Live!                                                                       |
| 1977 | Strawbs                            | Deadlines                                                                   |
| 1977 | The Moody Blues                    | Caught Live + 5                                                             |
| 1978 | AC/DC                              | Dirty Deeds Done Dirt Cheap                                                 |
| 1978 | Pezband                            | Laughing in the Dark                                                        |
| 1978 | Richard Wright                     | Wet Dream                                                                   |
| 1978 | David Gilmour                      | David Gilmour                                                               |
| 1978 | Styx                               | Pieces of Eight                                                             |
| 1978 | Todd Rundgren                      | Back to the Bars                                                            |
| 1978 | XTC                                | Go 2                                                                        |
| 1978 | Yes                                | Tormato                                                                     |
| 1978 | Genesis                            | …And Then There Were Three…                                                 |
| 1978 | Wishbone Ash                       | No Smoke Without Fire                                                       |
| 1978 | Peter Gabriel                      | Peter Gabriel (Scratch)                                                     |
| 1978 | Al Stewart                         | Time Passages                                                               |
| 1978 | The Alan Parsons Project           | Pyramid                                                                     |
| 1978 | Black Sabbath                      | Never Say Die!                                                              |
| 1978 | Renaissance                        | A Song for All Seasons                                                      |
| 1978 | UFO                                | Obsession                                                                   |
| 1978 | 10cc                               | Bloody Tourists                                                             |
| 1979 | Ashra                              | Correlations                                                                |
| 1979 | UFO                                | Strangers in the Night                                                      |
| 1979 | Scorpions                          | Lovedrive                                                                   |
| 1979 | The Alan Parsons Project           | Eve                                                                         |
| 1979 | Bad Company                        | Desolation Angels                                                           |
| 1979 | Edgar Broughton Band               | Parlez-Vous English (amb el nom The Broughtons)                             |
| 1979 | 10cc                               | Greatest Hits 1972-1978                                                     |
| 1979 | Led Zeppelin                       | In Through the Out Door                                                     |
| 1979 | Brand X                            | Product                                                                     |
| 1979 | Gary Brooker                       | No More Fear of Flying                                                      |
| 1979 | Steve Hillage                      | Live Herald                                                                 |
| 1979 | Godley & Creme                     | Freeze Frame                                                                |
| 1979 | UK                                 | Danger Money                                                                |
| 1979 | Mick Taylor                        | Mick Taylor                                                                 |
| 1980 | The Pretty Things                  | Cross Talk                                                                  |
| 1980 | Brand X                            | Do They Hurt?                                                               |
| 1980 | 10cc                               | Look Hear?                                                                  |
| 1980 | Peter Gabriel                      | Peter Gabriel (Melt)                                                        |
| 1980 | Scorpions                          | Animal Magnetism                                                            |
| 1980 | UFO                                | No Place to Run                                                             |
| 1980 | Wishbone Ash                       | Just Testing                                                                |
| 1981 | UFO                                | The Wild, the Willing and the Innocent                                      |
| 1981 | Pink Floyd                         | A Collection of Great Dance Songs                                           |
| 1981 | Rainbow                            | Difficult to Cure                                                           |
| 1981 | Nick Mason                         | Fictitious Sports                                                           |
| 1981 | Roger Taylor                       | Fun in Space                                                                |
| 1981 | Def Leppard                        | High 'n' Dry                                                                |
| 1981 | Yumi Matsutoya                     | Sakuban oai shimasho                                                        |
| 1982 | Paul McCartney                     | Tug of War                                                                  |
| 1982 | Rainbow                            | Straight Between the Eyes                                                   |
| 1982 | The Alan Parsons Project           | Eye in the Sky                                                              |
| 1982 | Bad Company                        | Rough Diamonds                                                              |
| 1982 | Led Zeppelin                       | Coda                                                                        |